# Чучжоу
Чучжоу (кит. спр. 滁州市, піньїнь: Chúzhōu Shì) — місто-округ в китайській провінції Аньхой. 

## Географія
Чучжоу розташовується на сході провінції.

### Клімат
Місто знаходиться у зоні, котра характеризується вологим субтропічним кліматом. Найтепліший місяць — липень із середньою температурою 27.9 °C (82.2 °F). Найхолодніший місяць — січень, із середньою температурою 2.2 °С (36 °F).
| Клімат Чучжоу           | Клімат Чучжоу | Клімат Чучжоу | Клімат Чучжоу | Клімат Чучжоу | Клімат Чучжоу | Клімат Чучжоу | Клімат Чучжоу | Клімат Чучжоу | Клімат Чучжоу | Клімат Чучжоу | Клімат Чучжоу | Клімат Чучжоу | Клімат Чучжоу |
| Показник                | Січ.          | Лют.          | Бер.          | Квіт.         | Трав.         | Черв.         | Лип.          | Серп.         | Вер.          | Жовт.         | Лист.         | Груд.         | Рік           |
| Середній максимум, °C   | 6,3           | 7,8           | 13            | 19,7          | 25,1          | 28,8          | 31,5          | 31,6          | 26,6          | 21,5          | 15            | 9             | 19,7          |
| Середня температура, °C | 2,2           | 3,7           | 8,7           | 15,1          | 20,5          | 24,6          | 27,9          | 27,9          | 22,6          | 17,1          | 10,5          | 4,4           | 15,4          |
| Середній мінімум, °C    | −2,1          | −0,6          | 4             | 10,1          | 15,5          | 20,2          | 24,1          | 23,7          | 18,5          | 12,2          | 5,6           | −0,4          | 10,9          |
| Норма опадів, мм        | 30.8          | 48.1          | 67.5          | 86            | 95.8          | 142.1         | 219.7         | 130.8         | 98            | 55.7          | 52.8          | 25.6          | 1052.9        |
| Днів з опадами          | 7,5           | 9             | 10,9          | 11,8          | 11            | 10,2          | 13,2          | 11,2          | 10,9          | 9,3           | 9             | 7,4           | 121,4         |
| Вологість повітря, %    | 72            | 72.9          | 72.2          | 74            | 74.1          | 76.3          | 82.1          | 80.8          | 79.7          | 77.1          | 75            | 72.2          | 75.7          |
| ----------------------- | ------------- | ------------- | ------------- | ------------- | ------------- | ------------- | ------------- | ------------- | ------------- | ------------- | ------------- | ------------- | ------------- |
| Джерело: Weatherbase    |               |               |               |               |               |               |               |               |               |               |               |               |               |

## Адміністративний поділ
Міський округ поділяється на 2 райони, 2 міста і 4 повіти:
| Карта                                                              | Карта     | Карта    | Карта            |
| ------------------------------------------------------------------ | --------- | -------- | ---------------- |
| Фен'ян Мінгуан Лайань Тяньчан Дін'юань Наньцяо ① Цюаньцзяо ① Лан'я |           |          |                  |
| Статус                                                             | Назва     | Оригінал | Населення (2020) |
| Район                                                              | Лан'я     | 琅琊区   | 410 300          |
| Район                                                              | Наньцяо   | 南谯区   | 372 371          |
| Місто                                                              | Мінгуан   | 明光市   | 485 627          |
| Місто                                                              | Тяньчан   | 天长市   | 603 780          |
| Повіт                                                              | Дін'юань  | 定远县   | 671 361          |
| Повіт                                                              | Лайань    | 来安县   | 416 048          |
| Повіт                                                              | Фен'ян    | 凤阳县   | 631 934          |
| Повіт                                                              | Цюаньцзяо | 全椒县   | 395 633          |